# Stazione di Hunterspoint Avenue
La stazione di Hunterspoint Avenue è una fermata ferroviaria posta sulla Main Line della Long Island Rail Road, a servizio del quartiere di Long Island City, Queens, New York. Aperta nel 1860, possiede due binari e una banchina ad isola.